# Villa Capponi Piaggio
Villa Capponi Piaggio è un edificio situato a Castel del Bosco, nel comune di Montopoli in Val d'Arno in provincia di Pisa.

## Storia e descrizione
La villa venne costruita verso la metà del XVI secolo dalla famiglia fiorentina dei Capponi su progetto dell'architetto Bartolomeo Ammannati. L'edificio è stato poi ristrutturato a inizio del XVII secolo e completato soltanto nella seconda metà del XVIII secolo.
La villa appartenne alla famiglia dei Capponi fino al 1953, anno in cui venne acquistata dall'industriale Enrico Piaggio che ne fece la sua dimora (vicina ai propri stabilimenti di Pontedera) e dove morì il 16 ottobre 1965.
La villa inoltre fu teatro delle nozze celebrate il 15 giugno 1959 fra la figlia adottiva di Piaggio, Antonella, e Umberto Agnelli. È stata abitata per un breve periodo (1996-1997) dal figlio della coppia, Giovanni Alberto Agnelli e dalla sua famiglia, quando questi svolgeva le mansioni di presidente della Piaggio.
L'edificio a pianta quadrata si trova sulla sommità di un colle. La facciata principale è caratterizzata da una scala a doppia rampa che immette in una loggia. Su ciascuna delle tre arcate corrisponde una finestra ad arco.
L'accesso alla villa avviene attraverso un lungo viale alberato che taglia un grande giardino all'italiana. Tra il palazzo e il giardino si trovavano nel Settecento due esedre semicircolari di verzura cioè realizzate con la vegetazione, in quel caso piante sempreverdi, decorate da statue e panchine in pietra. Tra queste due strutture era presente una grande vasca rettangolare ornata da balaustra litica con due statue poste al centro dei lati corti. Il muro mistilineo che circondava il giardino era decorato da vasi e statue, come testimoniano alcune stampe d'epoca, mentre un muro simile fronteggiava il palazzo e proteggeva le stanze arricchite da piante in vaso.
Oggi la vasca e le esedre sono andate perdute anche se restano alcune aiuole bordate di bosso.
La villa si trova nel parco della Tenuta di Varramista con bosco a prevalenza di querce e castagni e con la presenza, rara per questa quota, dell'abete bianco.